# کلارنس دی. کلرک
کلارنس دی. کلرک (به انگلیسی: Clarence D. Clark) سناتور سابق عضو حزب جمهوری‌خواه ایالات متحده آمریکا بود. وی در سال ۱۸۹۵ تا ۱۹۱۷ میلادی سناتور ایالت وایومینگ در سنای ایالات متحده آمریکا بود.